# 小林一喜
小林 一喜（こばやし かずよし、1934年（昭和9年）4月10日 - 1991年（平成3年）2月19日）は、日本のジャーナリスト。朝日新聞編集委員、ニュースステーションコメンテーター。栃木県出身。

## 来歴・人物
| 年表          | 経歴・備考 |
| ------------- | --- |
| 学生時代      | 東京都立九段高等学校→東京外国語大学を卒業 |
| 1957年        | 朝日新聞社に入社、大阪・東京社会部員を経てヨーロッパ総局員、東京五輪や大学紛争の取材にあたるなど幅広い記者活動を展開、このあと東京社会部次長、論説委員、編集委員を歴任 |
| 1985年10月    | テレビ朝日の『ニュースステーション』でコメンテーターとなり、久米宏・小宮悦子と名トリオとして親しまれ、報道番組としては異例の高視聴率を維持 |
| その他        | 大の中日ドラゴンズファンで、スポーツコーナーではよくコメントしており、1988年のリーグ優勝決定当日は番組内で優勝記念のくす玉を割る大役を務めた。1990年の神戸高塚高校校門圧死事件の報道では、そのニュースが読まれた直後、「校門は羊を囲い込む檻じゃない」と、甚だしい憤りを見せて非常に強い口調で非難 |
| 1988年以降    | 度々体調不良で番組を休み、療養中の1991年1月17日、湾岸戦争開戦を受けて、番組スタッフに送ったFAXに「NO MORE WAR 一日も早い平和を」と書いたものが、番組コメンテーターとしての最後のメッセージとなった                                                                                                 |
| 1991年2月19日 | 心不全のため56歳で死去、亡くなった2日後、ニュースステーションは冒頭約20分間に追悼特集を組み、小林の妻が記した手紙を涙を流しながら小宮が読みあげた、その訃報はライバル番組である『FNN NEWSCOM』（フジテレビ）でも伝えられ、キャスターの木村太郎は「本当に惜しい人を亡くしました」と語った           |
| 没後          | 小林を偲んで、論説委員時代に執筆した天声人語などを再録した『テムズの川霧が消えた』が上梓された |

## エピソード
ニュースステーションのスタートに際し、小林にコメンテーターの白羽の矢を立てたのはテレビ朝日の小田久栄門だった。コメンテーター役を選ぶにあたって、まず朝日新聞社長の中江利忠から経歴や写真、当人の書いたものなどを見せてもらい、数十人の候補者のなかから5人に絞ったが、そこから先がなかなか進まなかった。そこで、小田は中江に本物の人物を見せてくださいと頼んで、論説室や編集委員室にされげなく足を運び、狙いをつけたのが小林だった。久米の軽さとバランスが取れる重みのある人物、ある程度マスクがよく、論説口調でなく端的に短く、歯切れよく喋れる人という点から見て、小林はピッタリの人物だった。小田が「小林さんをほしい」と言うと、中江も「私も彼を推薦しようと思っていた」と言い、スパッと決まった。
愛称は「ピンキーさん」。久米はしばしば「こばやしいっきさん」と呼んでいた。温和で楽観派で、組織が沈み込んだりすると、いつも笑って励ました。深夜の飲み会に付き合う小林は、決まって、"いや、圧勝、圧勝"と言って、番組の視聴率が低迷していた初期の頃、この言葉で若いスタッフを励ました。亡くなってから小林さんに代わる方はいろいろいたが、やはり小林さんの存在は大きかったと小田は記している。

## 著書
- 『テムズの川霧が消えた』朝日新聞社、1991年4月。ISBN 4-02-256312-5 。
  - 『テムズの川霧が消えた』朝日文庫、1992年9月。ISBN 4-02-260728-9。